# Lysandra morena
Lysandra morena är en fjärilsart som beskrevs av Ribbe 1910. Lysandra morena ingår i släktet Lysandra och familjen juvelvingar. Inga underarter finns listade i Catalogue of Life.